# Ivan Belošević
Ivan Belošević, (ur. 12 września 1909 w Sisaku - zm. 7 października 1987 w Zagrzebiu), chorwacki piłkarz, występujący na pozycji lewego lub środkowego obrońcy. Jeden z najlepszych środkowych obrońców w historii jugosłowiańskiej piłki. Karierę rozpoczynał jako junior w roku 1924 w zagrzebskim zespole HTŠK Grafičar. Grał tam aż do roku 1931, kiedy przeszedł do zespołu HŠK Concordia Zagrzeb, z którym w roku 1932 wywalczył mistrzostwo Jugosławii, występując na pozycji lewego obrońcy. W roku 1937 Belošević przeniósł się do zespołu HŠK Građanski Zagrzeb, z którym w sezonie 1939/1940 wywalczył kolejne mistrzostwo Jugosławii. W tym sezonie otrzymał także tytuł dla najlepszego jugosłowiańskiego obrońcy roku. Karierę zakończył w roku 1941.
Dwukrotnie (w latach 1936 - 1937) wystąpił w reprezentacji B, w reprezentacji Jugosławii wystąpił jedenastokrotnie, pomimo bardzo dużej konkurencji na swojej pozycji. W reprezentacji zadebiutował 3 czerwca 1933 w ramach Pucharu Bałkańskiego przeciwko Rumunii rozgrywanym w Bukareszcie wygranym przez Jugosławię 5:3. Ostatni raz reprezentacyjny strój wystąpił 15 października 1939 w Zagrzebiu przeciwko Niemcom Faszystowskim przegranym przez Jugosławię 1:5. W tym meczu linię obrony stworzył wraz z Franjo Glaserem i Jozo Matošiciem. Belošević trzykrotnie wystąpił w reprezentacji Niezależnego Państwa Chorwackiego. W tej reprezentacji debiutował w pierwszym jej meczu, przeciwko Szwajcarii wygranym aż 4:0. Ostatni raz wystąpił w meczu przeciwko Węgrom w Zagrzebiu, zremisowanym 1:1.
- 1. 3 czerwca 1933, Bukareszt, Jugosławia - Grecja 5:3
- 2. 18 marca 1934, Sofia, Bułgaria - Jugosławia 1:2
- 3. 1 kwietnia 1934, Belgrad, Jugosławia - Bułgaria 2:3
- 4. 29 kwietnia 1934, Bukareszt, Rumunia - Jugosławia 2:1
- 5. 3 czerwca 1934, Belgrad, Jugosławia - Brazylia 8:4
- 6. 26 sierpnia 1934, Belgrad, Jugosławia - Polska 4:1
- 7. 2 września 1934, Praga, Czechosłowacja - Jugosławia 3:1
- 8. 18 sierpnia 1935, Katowice, Polska - Jugosławia 2:3
- 9. 6 września 1935, Belgrad, Jugosławia - Czechosłowacja 0:0
- 10. 10 maja 1936, Bukareszt, Rumunia - Jugosławia 3:2
- 11. 15 października 1939, Zagrzeb, Jugosławia - Niemcy 1:5

## ReprezentacjaNiezależnego Państwa Chorwackiego
- 1. 2 kwietnia 1940, Zagrzeb, Chorwacja - Szwajcaria 4:0
- 2. 21 kwietnia 1940, Berno, Szwajcaria - Chorwacja 0:1
- 3. 8 grudnia 1940, Zagrzeb, Chorwacja - Węgry 1:1

W roku 1941, kiedy zakończył swoją piłkarską karierę, został trenerem piłkarskim. Pierwszą drużyną, którą trenował była stołeczna ŠK Victoria Zagrzeb. Później trenował takie zespoły jak NK Amater Zagrzeb, NK Metalac Zagrzeb, HŠK ZET Zagrzeb i HTŠK Grafičar Zagrzeb oraz zespoły NK Slavija Varaždin i NK Metalac Šisak.
Zmarł 17 października 1987 w wieku 86 lat, w swoim domu w Zagrzebiu.